# Hypoperigea rubrisparsa
Hypoperigea rubrisparsa là một loài bướm đêm trong họ Noctuidae.